# Iwan Alexandrowitsch Wsewoloschski

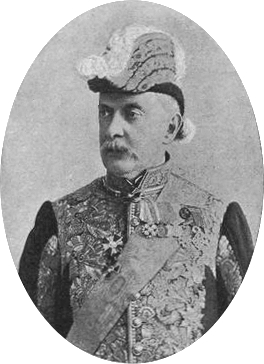
Iwan Wsewoloschski (ohne Jahr)

Iwan Alexandrowitsch Wsewoloschski (russisch Иван Александрович Всеволожской, auch Iwan Wsewoloshski, Ivan Vsevolozhsky; geboren 2. April 1835; gestorben 10. November 1909) war ein russischer Theaterdirektor, Librettist, Kostüm- und Bühnenbildner im Mariinski-Theater und später Direktor der Eremitage.

## Leben
Wsewoloschski gehörte der Adelsgesellschaft in Sankt Petersburg an. Er war mit Jekaterina Dmitrijewna Wolkonski verheiratet, einer Enkelin des Feldmarschalls Pjotr Michailowitsch Wolkonski. Wsewoloschski war Beamter und Diplomat im Russischen Kaiserreich und wurde 1881 Direktor der staatlichen Theater in St. Petersburg. 1886 verlegte er die kaiserliche Oper und das kaiserliche Ballett aus dem baufälligen Gebäude des Bolschoi-Theaters in das Haus des Mariinski-Theaters. Unter seiner Leitung wurde das Amt des Ballettkomponisten, das bis dahin Musiker wie Léon Minkus und Cesare Pugni innehatten, die damit weitgehend über die Ballettproduktion bestimmten, abgeschafft. Der Ballettimpresario Marius Petipa erhielt dadurch größere Freiräume, und Wsewoloschski konnte außenstehende Komponisten beauftragen. So Pjotr Iljitsch Tschaikowski, den er auch mit der Komposition der Opern Die Zauberin (1887) und Pique Dame, die 1890 unter dem Dirigat von Eduard Nápravník am Mariinski uraufgeführt wurde, betraut hatte.
Wsewoloschski entwarf selbst für eine Reihe der Ballette das Bühnenbild und die Kostüme. 1889 schrieb er das Libretto für den Kompositionsauftrag des Balletts Dornröschen, das 1890 uraufgeführt wurde.
Im Jahr 1892 beauftragte Wsewoloschski Petipa und Lew Iwanow mit der Choreografie zum Ballett Der Nussknacker, das gemeinsam mit der Oper Jolanthe, ebenfalls von Tschaikowski, am 18. Dezember 1892 uraufgeführt wurde. 1894 und 1895 sorgte Wsewoloschski für eine danach maßgebende Neuchoreographie von Tschaikowskis Ballett Schwanensee durch Petipa und Iwanow mit den Tänzern Pierina Legnani und Paul Gerdt. Noch 1898 wirkte er an der Ausstattung der Uraufführung des Balletts Raymonda zur Musik Alexander Glasunows mit.
Unter seiner Leitung blieb das Ballett in seinen Ausdrucksformen der höfischen Kultur des Absolutismus verhaftet und es kapselte sich von den gesellschaftlichen Entwicklungen bewusst ab, derweil in der russischen Gesellschaft die politischen und kulturellen Auseinandersetzungen unter Begriffen wie Nationalismus, Realismus und Symbolismus geführt wurden.
1899 beendete Wsewoloschski die Theaterarbeit und übernahm die Leitung des Museums Eremitage, die er bis zu seinem Tod innehatte. Sein Nachfolger als Museumsleiter wurde 1909 Dmitri Iwanowitsch Tolstoi.

Auswahl von Abbildungen aus Wsewoloschskis Bühnenarbeiten
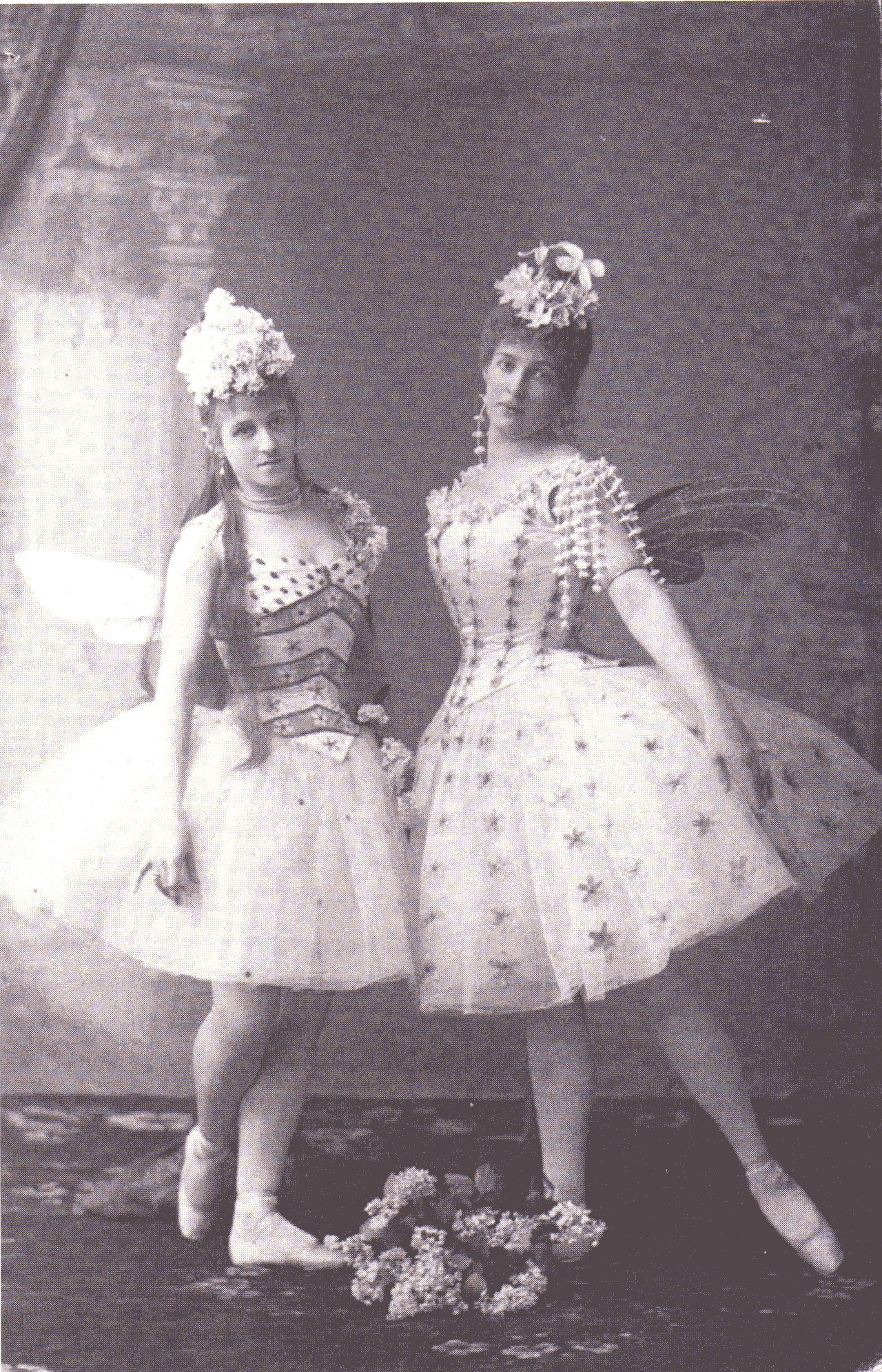
Kostüme in Dornröschen (1890)
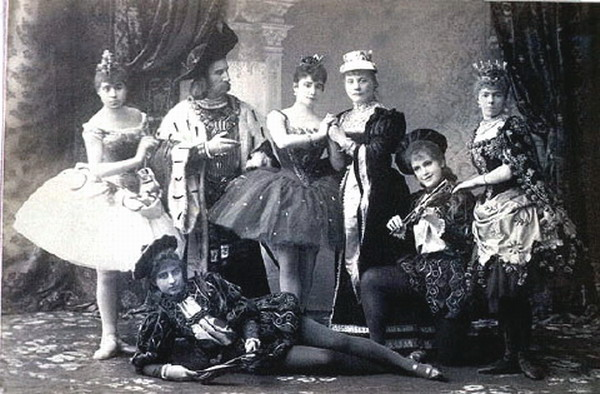
Kostüme in Dornröschen (1890)
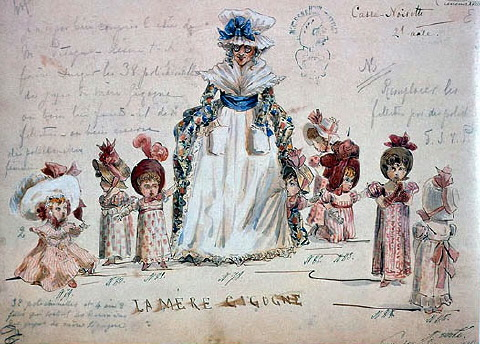
Kostümentwurf für Nussknacker (1892)
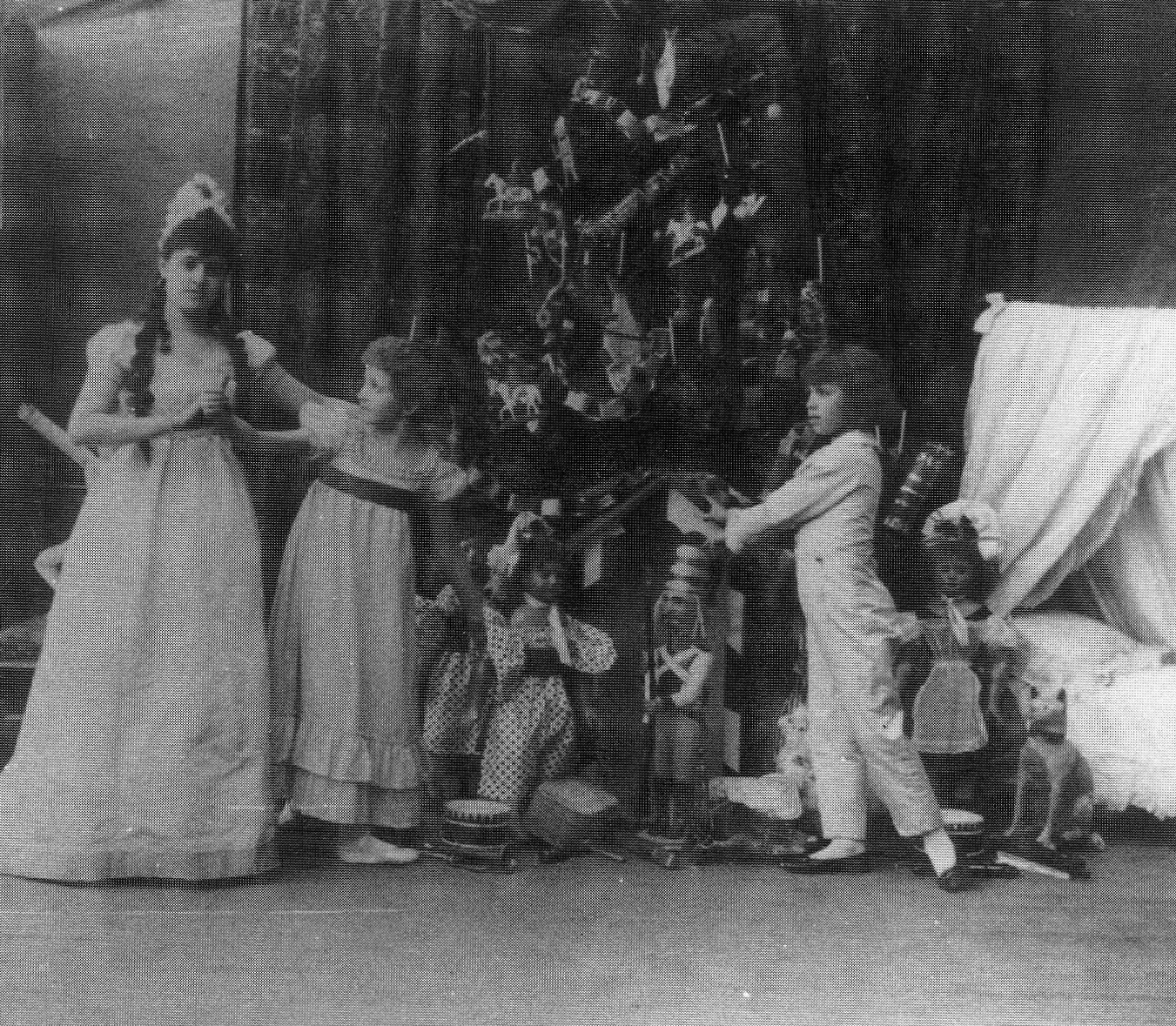
Bühnenbild im Nussknacker (1892)
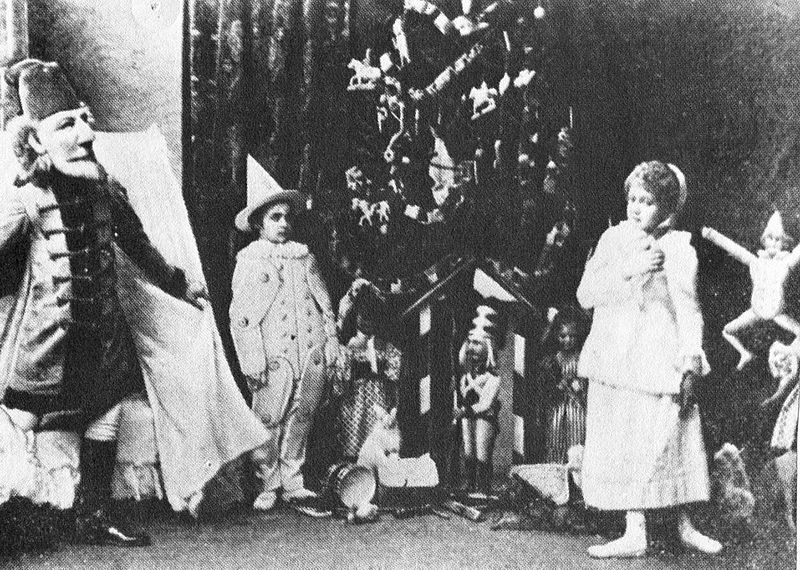
Bühnenbild im Nussknacker (1892)
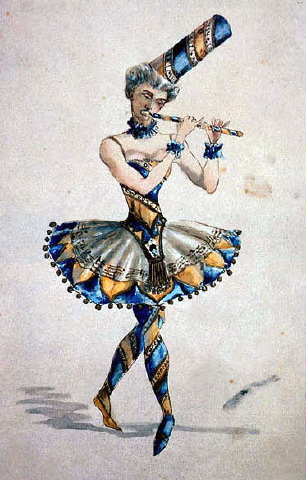
Kostümentwurf für Nussknacker (1892)
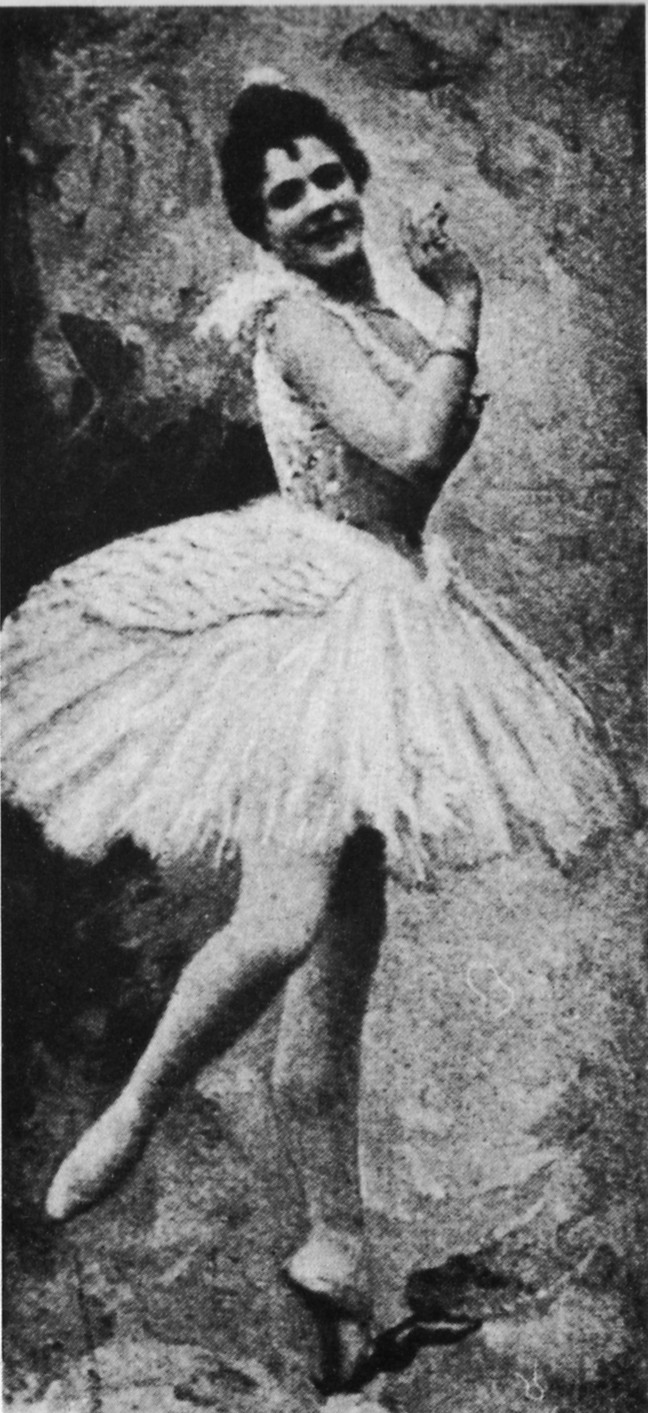
Pierina Legnani in Schwanensee (1895)
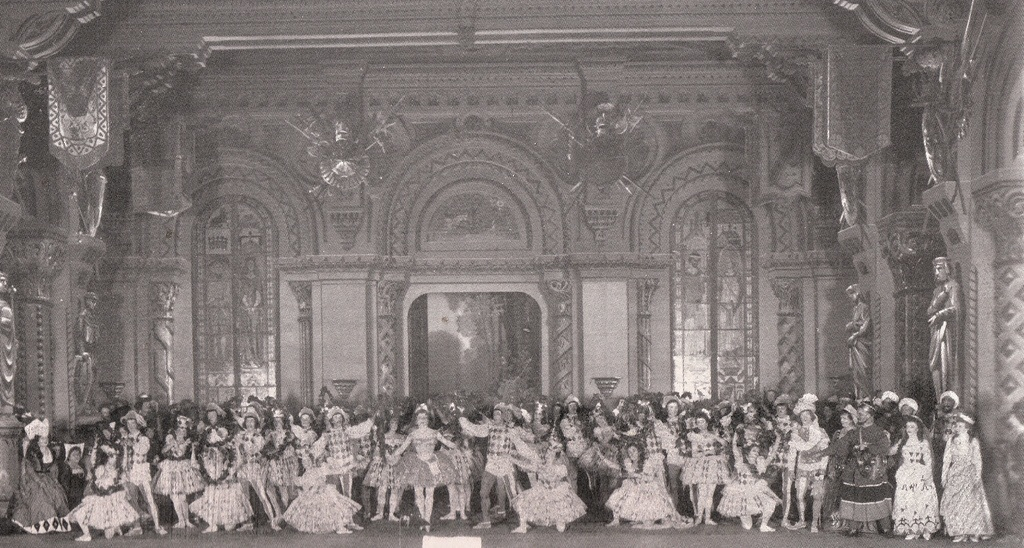
Bühnenbild in Raymonda (1898)
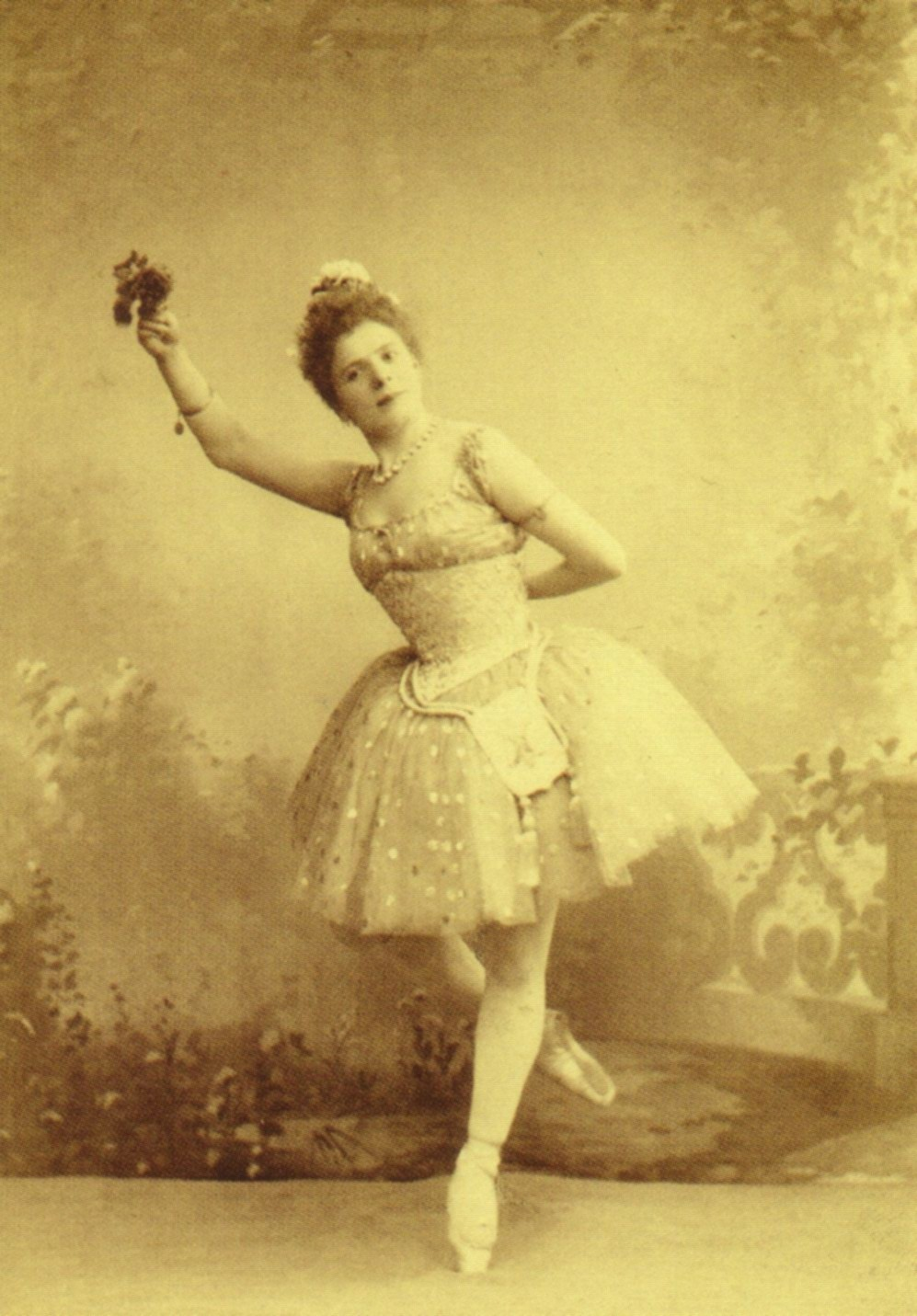
Pierina Legnani in Raymonda (1898)